# Wendell Brown
Wendell Brown é um cientista informático, empresário e inventor americano, mais conhecido pelas suas inovações nas Telecomunicações e na Tecnologia da Internet, Segurança Informática, desenvolvimento de aplicações para telefones inteligentes e a Internet das Coisas. Ele tem fundado diversas notáveis companhias de tecnologia, incluindo Teleo, LiveOps e eVoice. 

## Empreendedor
Brown é considerado um pioneiro da economia informal e da indústria da mão de obra virtual de trabalho no lar. Ele foi co-fundador de LiveOps, e presidente e diretor de Tecnologia, em 2002. LiveOps desenha soluções de call centers e gestão de redes sociais para empresas como Coca-Cola, Pizza Hut e eBay.  A partir de julho de 2016, LiveOps contratou a maior plantilha do mundo de atendentes de ligações que trabalhavam em casa, mais de 20.000 trabalhadores, e sua plataforma na nuvem tinha processado mais de 1 bilhão de minutos de interações de serviços ao cliente.
Em 2015, Brown fundou a companhia de segurança cibernética Averon, que desenvolve soluções de verificação de identidade sem contato, baseadas em tecnologias móveis. Averon apresentou seu conceito de cybersegurança no cenário principal da Conferência TED em Vancouver, no Canadá, em março de 2016. Telefónica tem anunciado uma aliança tecnológica com Averon.
Em 2011, Brown co-fundou Nularis, uma geradora de tecnologia de luminárias LED de alta eficiência, que fornece franquias globais, incluindo os Hyatt Hotels, Four Seasons Hotels e The Coffee Bean & Tea Leaf.
No ano 2006, Brown co-fundou Teleo -um concorrente prematuro de Skype, onde criou aplicações VolP que permitem aos usuários emitir e receber ligações telefónicas a través da Internet. Teleo foi adquirida pela Microsoft e virou parte do grupo Microsoft MSN em 2006.
Como co-fundador e presidente da eVoice, Brown criou em 2000 a plataforma de correio de voz eVoice, o primeiro sistema no mundo de correio de voz a grande escala habilitado para a Internet. Ele inventou técnicas como voicemail-to-email, correio de voz visual, e identificação melhorada de chamadas, inovações que são consideradas algumas das primeiras apps, que depois foram implementadas por Google Voice e Apple. A eVoice forneceu soluções de correio de voz a AT&T, MCI, AOL e a companhias telefônicas regionais. A eVoice foi adquirida pela AOL Time-Warner em 2001 e converteu-se em parte do grupo de serviços de voz da AOL.
Em 2002, a revista de tecnologia MicroTimes reconheceu Brown como um dos 100 principais executivos da indústria da computação nos Estados Unidos.
Como investidor anjo de Silicon Valley, Brown tem ajudado a angariar fundos para importantes startups como Appeo, ADISN, MOEO e IronPort -esta foi adquirida pela Cisco Systems, em 2007, por US$830 milhões.

## Gerador de software

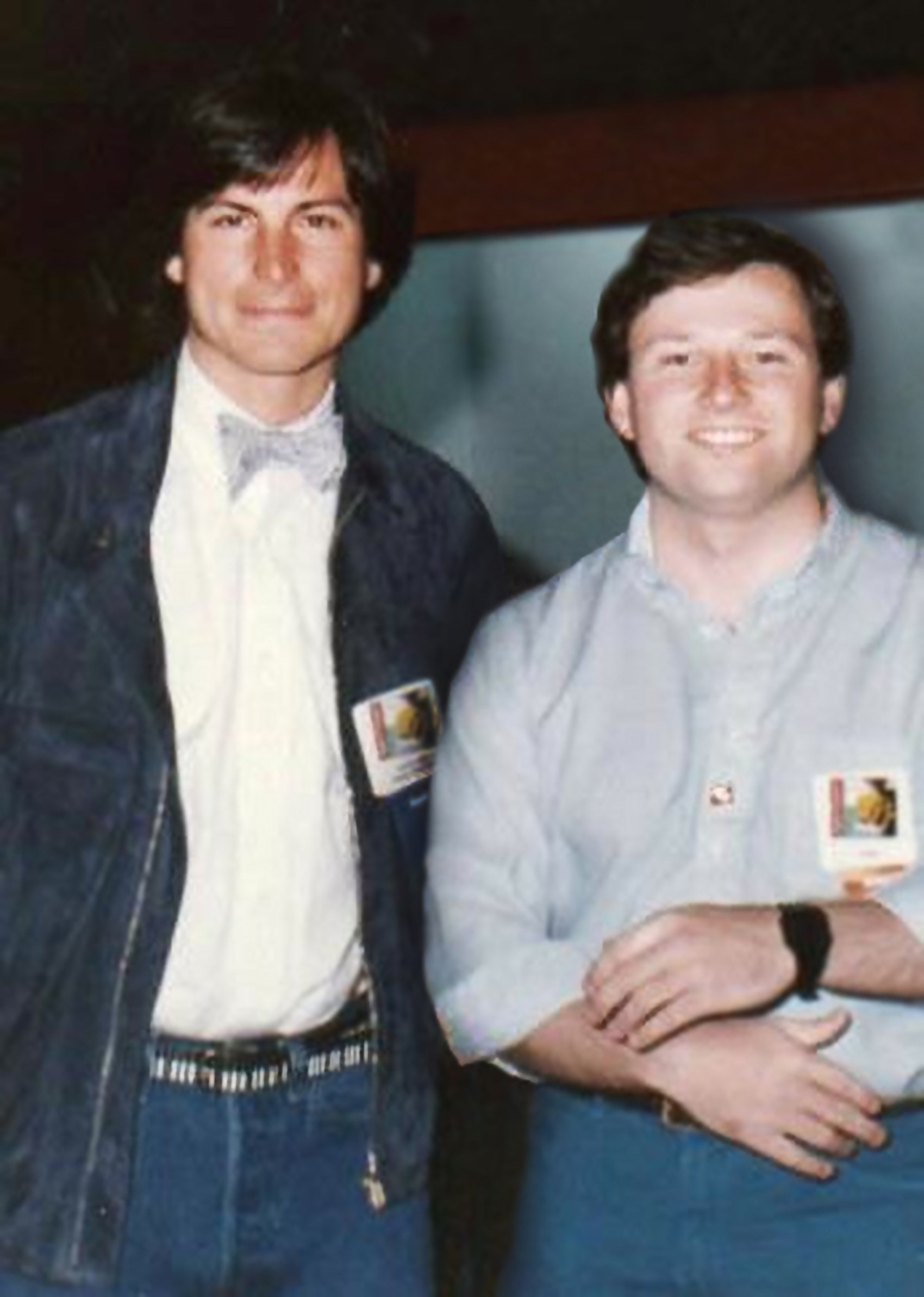
Steve Jobs junto a Brown durante o lançamento do software Hippo-C para Macintosh, desenvolvido por Brown, em janeiro de 1984.

Como um dos primeiros criadores do software de sugurança cibernética, Brown fundou a WalkSoftly, em 1996, firma que lançou os primeiros programas de cibersegurança para PC no mercado massivo. Em 1997, Brown desenvolveu o inovador pacote de segurança da Internet da WalkSoftly, chamado de GuardDog, reconhecido pela Associação dos Editores de Software como um dos quatro produtos de segurança mais inovadores da década de 1990, e foi considerado pela PC Data como um dos dez produtos ao varejo de software de segurança mais vendidos de todos os tempos. CyberMedia Inc. comprou a WalkSoftly em 1997.
Brown fundou a Hippopotamus Software, na década de 1980, um dos primeiros geradores de software para Apple Macintosh. O conversor Hippo-CC de Brown era um entorno líder em desenvolvimento de software para sistemas informáticos Mac e Atari ST.
Brown é conhecido entre os fãs dos videogames clássicos pelo seu desenho e programação para Imagic de vários dos jogos mais vendidos, incluindo Star Wars (A guerra das galáxias) para ColecoVision, A bela e a fera, Nova Explosão e Moonsweeper  para Mattel Intellivision. 
Em meados da década de 1980, Brown desenvolveu a ADAP SoundRack, un sistema pioneiro de gravação de áudio direto a disco, que substituiu o método tradicional de edição de som mediante a ligação de fitas. O ADAP foi usado para criar e editar músicas de filmes e programas de televisão de Hollywood, incluindo Nascido em 4 de julho; Querida, encolhi as crianças; Duro de matar; O show de Cosby; Falcon Crest e o episódio piloto de Beverly Hills, 90210. O ADAP foi utilizado para gravações de artistas como Peter Gabriel, Fleetwood Mac, The Pointer Sisters, MötleyCrüe, David Bowie e Natalie Cole -entre outros-. Brown brindou assessoria sobre projetos de som para a The Walt Disney Company e a Toshiba usando sua tecnología ADAP, e depois trabalhou como experto em criptografia de telecomunicações para a National Semiconductor, ajudando no desenvolvimento de implementações de hardware de algoritmos DS3.

## Inventor
Ao ser escalado para o Technology Pioneer Award, em janeiro de 2012, o Fórum Econômico Mundial de Davos reconheceu as invenções de Brown a respeito de eficiência energética. As inovações dele em aplicações para telefones inteligentes ganharam o premio CTIA Smartphone Emerging TechnologyAward, em maio de 2012. As tecnologias em telecomunicações de Brown têm sido utilizadas para conectar mais de um bilhão de minutos de ligações telefônicas, e se usam em milhões de contas de correio de voz.
Brown tem criado dezenas de invenções que foram patenteadas nos Estados Unidos e em outros países, nos campos de cibersegurança, telecomunicações, apps para telefones móveis, força de trabalho virtual, veículos elétricos, iluminação LED, câmaras 3D, combustíveis renováveis e distribuição de música on line.
Em 2008, Brown inventou o WebDiet, um método que, para melhorar a saúde, utiliza os telefones celulares para contabilizar o consumo de alimentos. A app WebDiet foi reconhecida como a primeira em contar as calorias e automatizar a orientação das comidas.

## Primeiros anos e Educação
Brown cresceu na cidade de Oneonta, Nova Iorque, onde formou-se no Oneonta High School. Enquanto cursava o segundo grau, começou a programar e vender sistemas informáticos pessoais e publicou o seu primeiro artigo sobre informática, na revista Byte. Em 2013 foi homenageado com uma placa permanente no Muro de Distinção do Oneata High School por tudo o por ele conseguido nos negócios e na tecnologia. 
Se formou na Licenciatura em Ciências de Engenharia Elétrica e Ciências da Computação, na Universidade de Cornell, em 1982. Enquanto estaba em Cornell, foi-lhe otorgada a Bolsa de Licenciatura em Ciências, da Hughes Aircraft.

## Filantropia
Entre os compromissos filantrópicos de Brown incluem-se a concessão de uma bolsa nominal na Soka University of America (Aliso Viejo, California); apoio ao Laboratório de Segurança Aeronáutica e a Biblioteca Embry-Riddle’s AeronaticalUniversity, e o patrocínio privado a estudantes da América do Sul com necessidades.
Faz muito tempo que ele é membro colaborador da Campanha de Direitos Humanos para o avanço dos direitos civis do coletivo LGBT e das organizações globais de serviço aos judeus.

## Vida particular

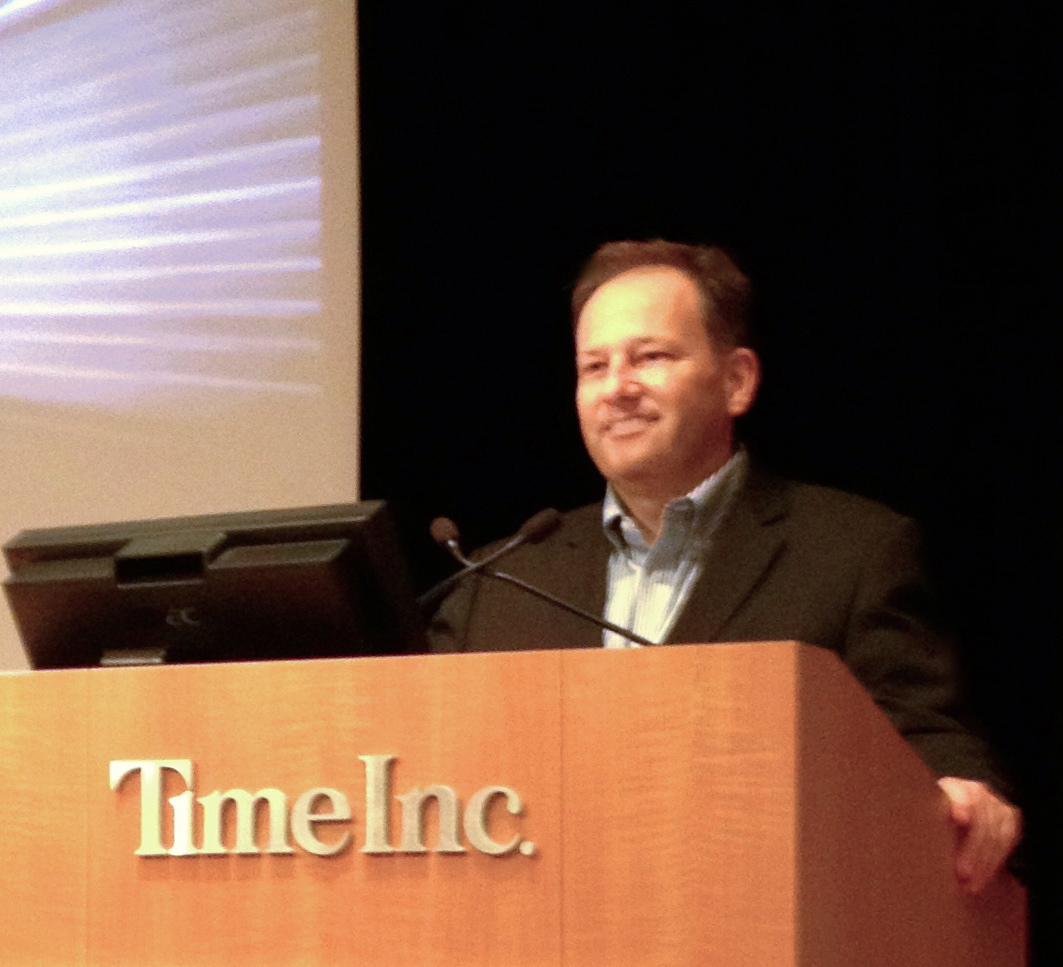
Brown palestrando em TIME, na cidade de Nova Iorque, 2012

Brown participa como palestrante, jurado em matéria de tecnologia e assessor de diversas comunidades, incluída a Conferência de Israel, o Forum Econômico Mundial, TED (palestra), Google e MIT Hackathons, Conferências Digital Life Design Munique e DLD Tel Aviv, a Web Summit de Dublim, TechCrunch, CTIA – The Wireless Association, AlwaysOn (“Networking the Global Silicon Valley”), El Financiero (Bloomberg), as Mita Institute Tech Talks.
Ele é integrante da comissão assessora do Progressive X Price para a inovação nos automóveis, incluído o desenvolvimento de novas tecnologias de combustíveis e de automóveis elétricos, assessor do MITA Institute Venture Fund, além de assessor de Gener8 -companhia estereoscópica de filmes em 3D, entre os que ficam incluídos O incrível homem-aranha eHarry Potter e as relíquias da morte – Parte 2.
Também é piloto particular de aviação, com licença, e desenvolve atividade no que diz respeito a novos desenhos de automóveis, foguetes e veículos elétricos. 